# Gárdos András
Gárdos András (Budapest, 1991. január 9. –) magyar labdarúgó, középpályás, jelenleg a Soroksár SC játékosa.

## Pályafutása
A csapatban először egy ligakupa mérkőzésen 2010. március 16-án lépett pályára a Haladás ellen, Liban Abdi cseréjeként a 64. percben
A bajnokságban 2010. május 18-án debütált a Lombard Pápa ellen, Anthony Elding cseréjeként a 72. percben, és néhány perccel később gólt is szerzett. Ezzel a góllal 2-0-ra nyert az FTC
A 2009-10-es szezonban az NB3-as csapattal feljutott az NB2-be, ehhez 9 góllal és rengeteg gólpasszal járult hozzá. 2011 januárjában a Sheffield Unitedhoz került kölcsönbe, de többnyire a tartalékcsapatban kapott szerepet, ezért fél év után visszatért a Fradihoz.